# Cogniauxia podolaena
Cogniauxia podolaena là một loài thực vật có hoa trong họ Cucurbitaceae. Loài này được Baill. mô tả khoa học đầu tiên năm 1884.